# Heteromysis
Genre
Heteromysis est un genre de crustacés appartenant à la famille des Mysidae.

## Taxonomie
- Heteromysis abrucei
- Heteromysis actiniae
- Heteromysis agelas
- Heteromysis arianii
- Heteromysis armoricana
- Heteromysis atlantidea
- Heteromysis australica
- Heteromysis beetoni
- Heteromysis bermudensis
- Heteromysis bredini
- Heteromysis brucei
- Heteromysis communis
- Heteromysis coralina
- Heteromysis cyanogoleus
- Heteromysis dentata
- Heteromysis digitata
- Heteromysis dispar
- Heteromysis disrupta
- Heteromysis domusmaris
- Heteromysis eideri
- Heteromysis elegans
- Heteromysis essingtonensis
- Heteromysis filitelsona
- Heteromysis floridensis
- Heteromysis formosa
- Heteromysis fosteri
- Heteromysis gerlachei
- Heteromysis gomezi
- Heteromysis gracilis
- Heteromysis guitarti
- Heteromysis gymnura
- Heteromysis harpax
- Heteromysis harpaxoides
- Heteromysis heronensis
- Heteromysis hopkinsi
- Heteromysis inflaticauda
- Heteromysis japonica
- Heteromysis kensleyi
- Heteromysis kossmanni
- Heteromysis kushimotoensis
- Heteromysis longiloba
- Heteromysis lybiana
- Heteromysis macrophthalma
- Heteromysis macropsis
- Heteromysis mariani
- Heteromysis maxima
- Heteromysis mayana
- Heteromysis meenakshiae
- Heteromysis mexicana
- Heteromysis microps
- Heteromysis minuta
- Heteromysis muelleri
- Heteromysis mureseanui
- Heteromysis nomurai
- Heteromysis norvegica
- Heteromysis nouveli
- Heteromysis odontops
- Heteromysis pacifica
- Heteromysis panamaensis
- Heteromysis proxima
- Heteromysis quadrispinosa
- Heteromysis riedli
- Heteromysis rubrocincta
- Heteromysis sexspinosa
- Heteromysis siciliseta
- Heteromysis singaporensis
- Heteromysis spinosa
- Heteromysis spottei
- Heteromysis stellata
- Heteromysis tasmanica
- Heteromysis tattersalli
- Heteromysis tenuispina
- Heteromysis tethysiana
- Heteromysis thailandica
- Heteromysis tuberculospina
- Heteromysis waitei
- Heteromysis xanthops
- Heteromysis zeylanica